# 信濃神社 (札幌市)
信濃神社（しなのじんじゃ）は、北海道札幌市厚別区厚別中央4条3丁目3番3号にある神社である。旧社格は村社。
札幌市立信濃小学校および信濃公園に隣接する。
一帯は河西由造を筆頭とする信濃国（長野県）からの移住者によって開拓された土地であるため、信濃開墾ないし信州開墾と呼ばれていた。

## 祭神
建御名方富命（たけみなかたとみのみこと）
開拓者たちの故郷、信濃国諏訪の神。
八坂刀売命（やさかとめのみこと）
建御名方の妃神。
上毛野君田道命（かみつけのきみたみちのみこと）
合祀された旭町神社の祭神。
素盞嗚命（すさのおのみこと）
境内末社「牛頭天王社」の祭神。

## 歴史
- 1897年（明治30年）
  - 9月 - 河西由造らが長野の諏訪大社[3]もしくは札幌の諏訪神社[2]から分霊を受けて祠を建てる。
  - 10月 - 公認神社となる[2]。
- 1909年（明治42年）7月 - 社殿を新築[2]。
- 1929年（昭和4年） - 村社となる[2]。
- 1944年（昭和19年）8月17日 - 旭町神社を合祀[2]。
- 1978年（昭和53年） - 社殿を再築[2]。

## 石碑
忠魂碑
1918年（大正9年）建立。
頌徳碑
1938年（昭和13年）建立。河西由造の功績を称えて。
馬頭碑
1954年（昭和29年）建立。
合祀碑
1955年（昭和30年）建立。
厚別開基百年之碑
1982年（昭和57年）建立。

## ギャラリー

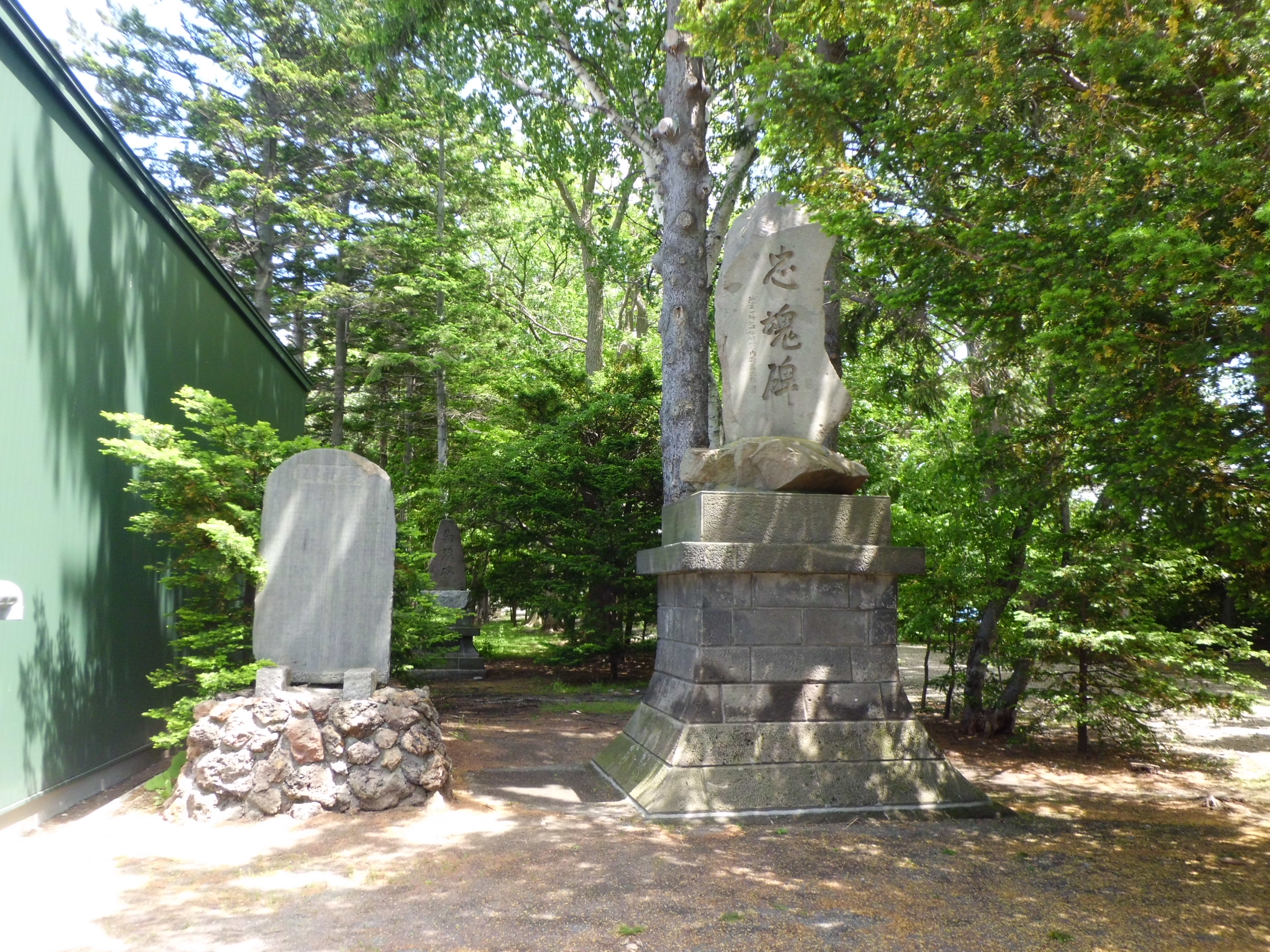
忠魂碑（右）・合祀碑（左）
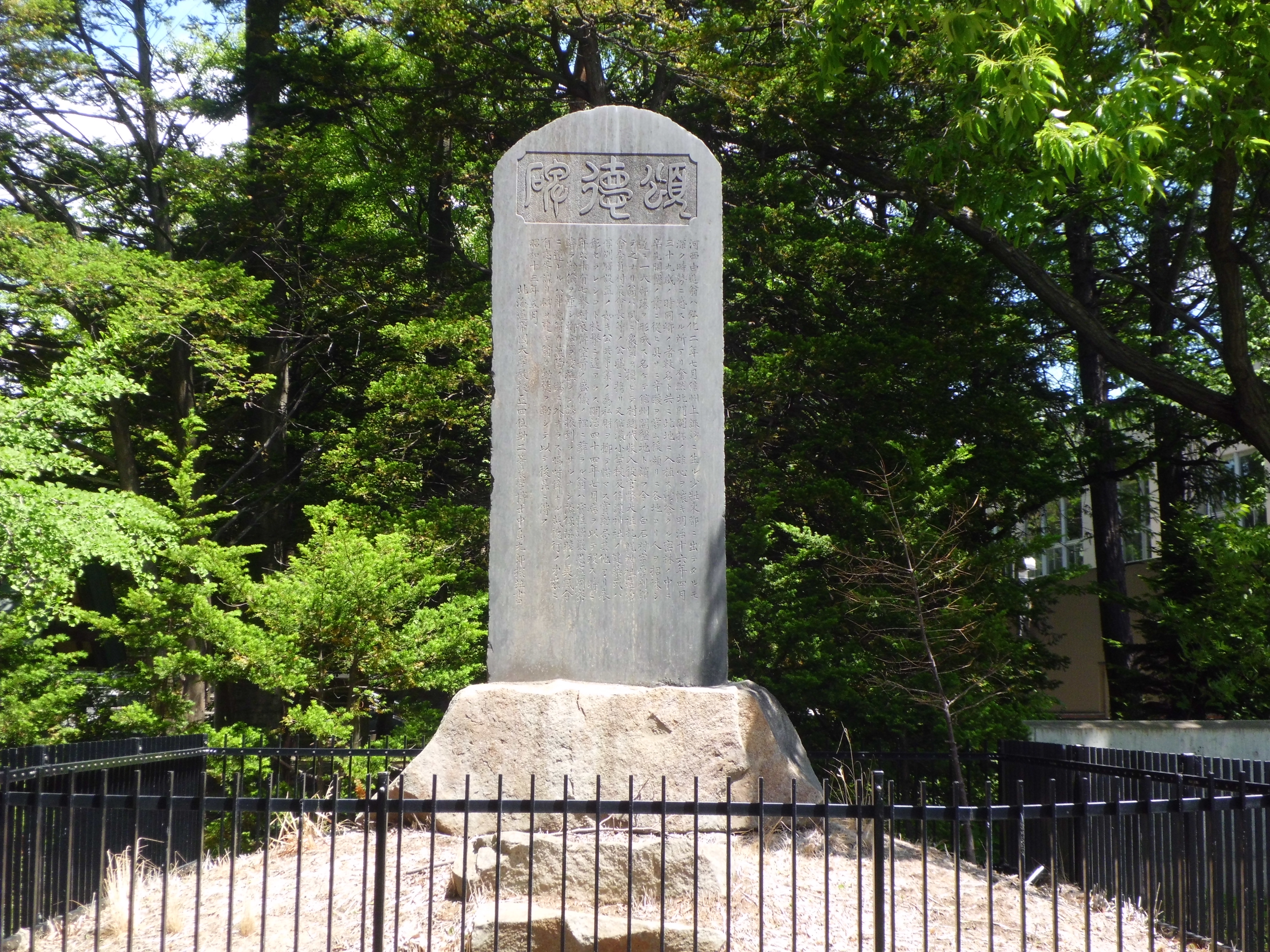
頌徳碑
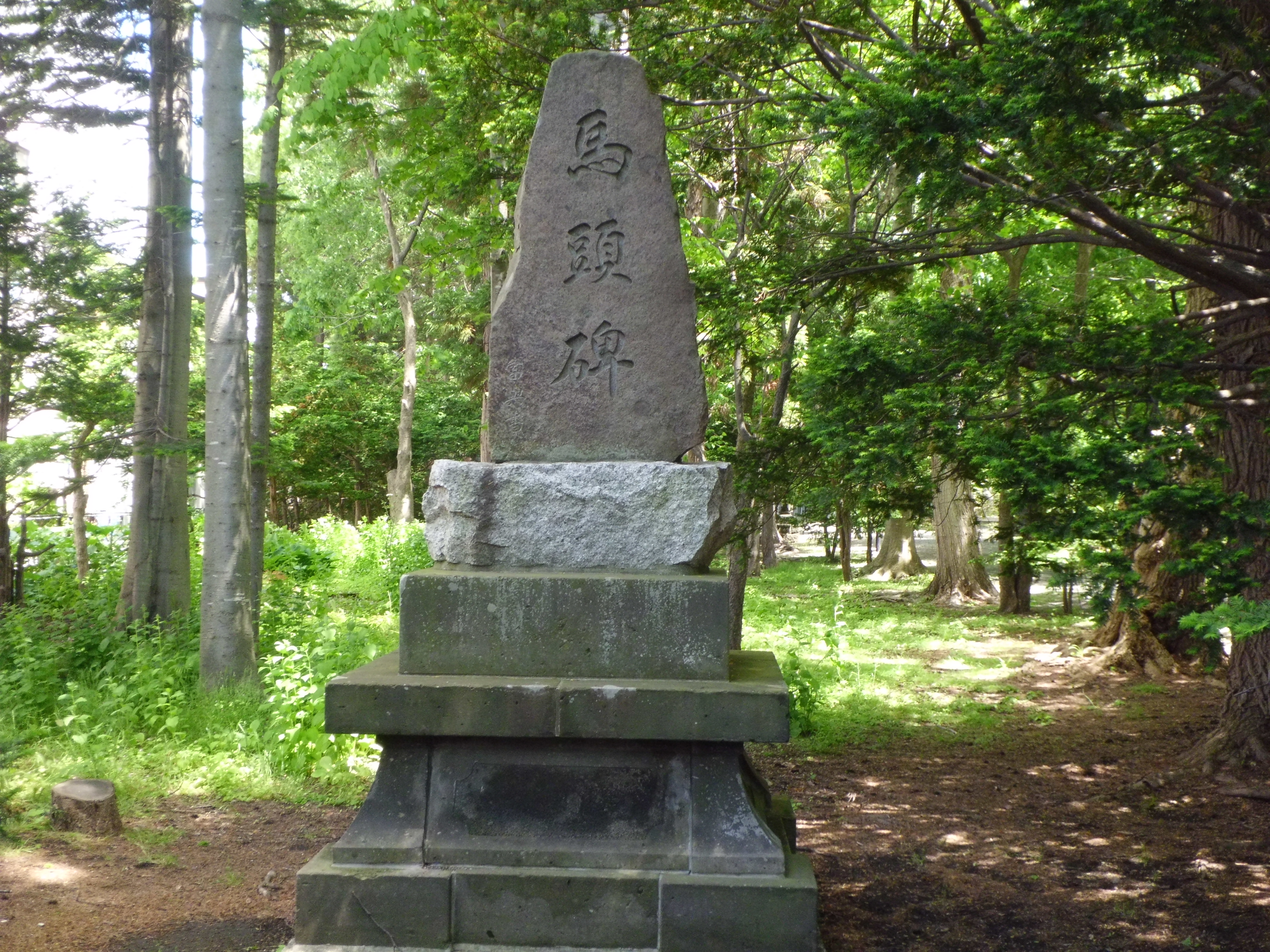
馬頭碑
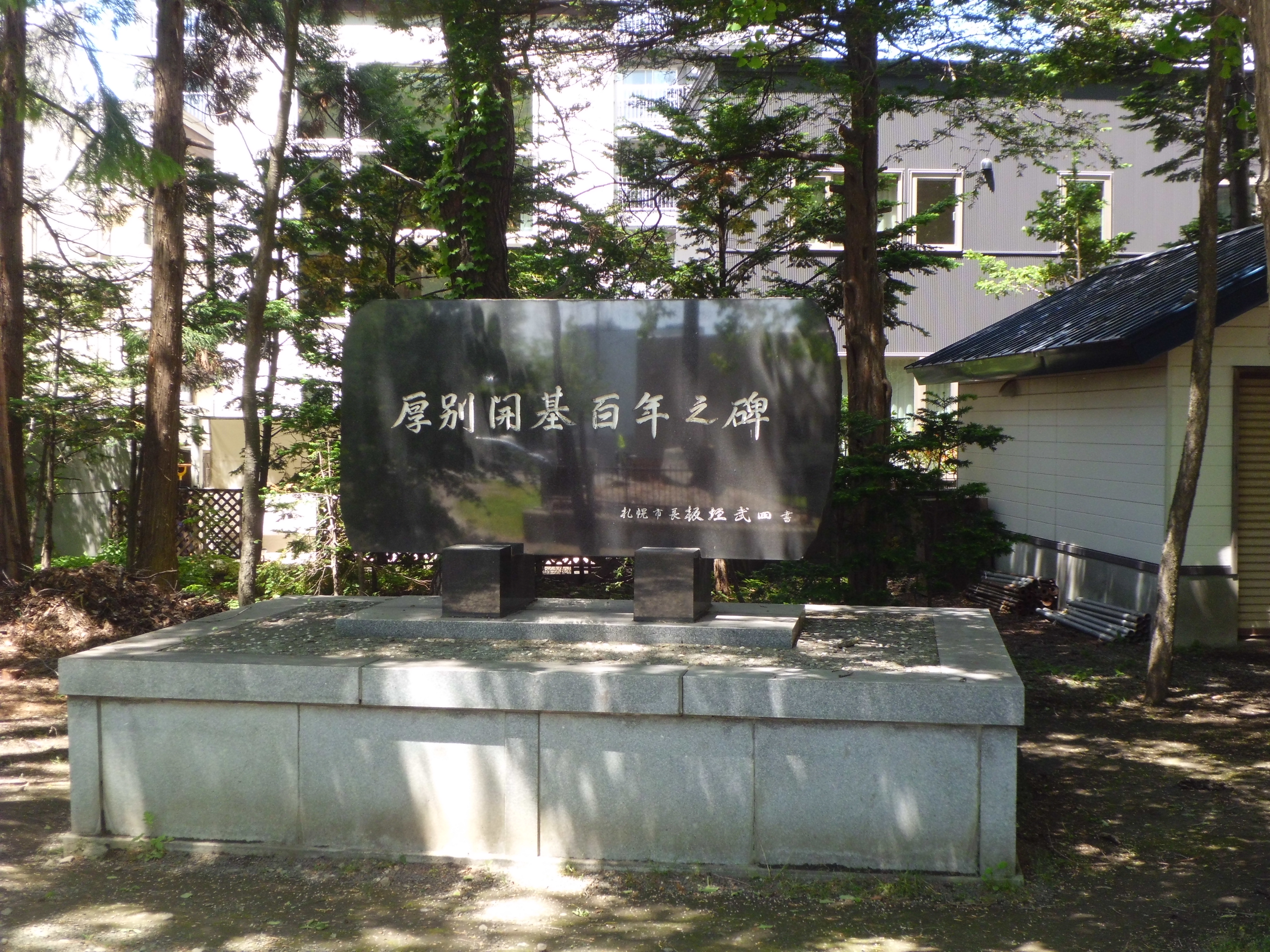
厚別開基百年之碑
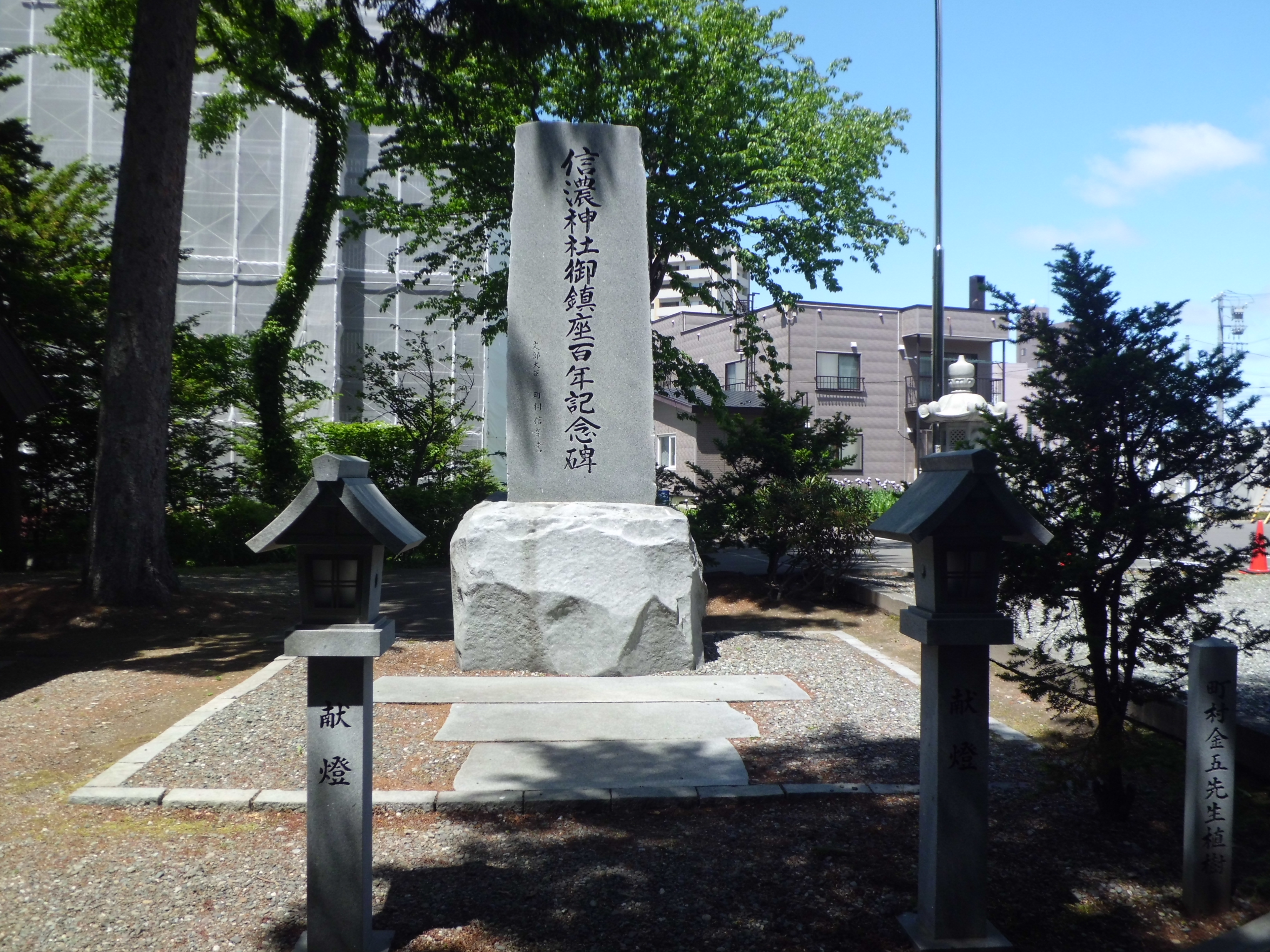
信濃神社御鎮座百年記念碑
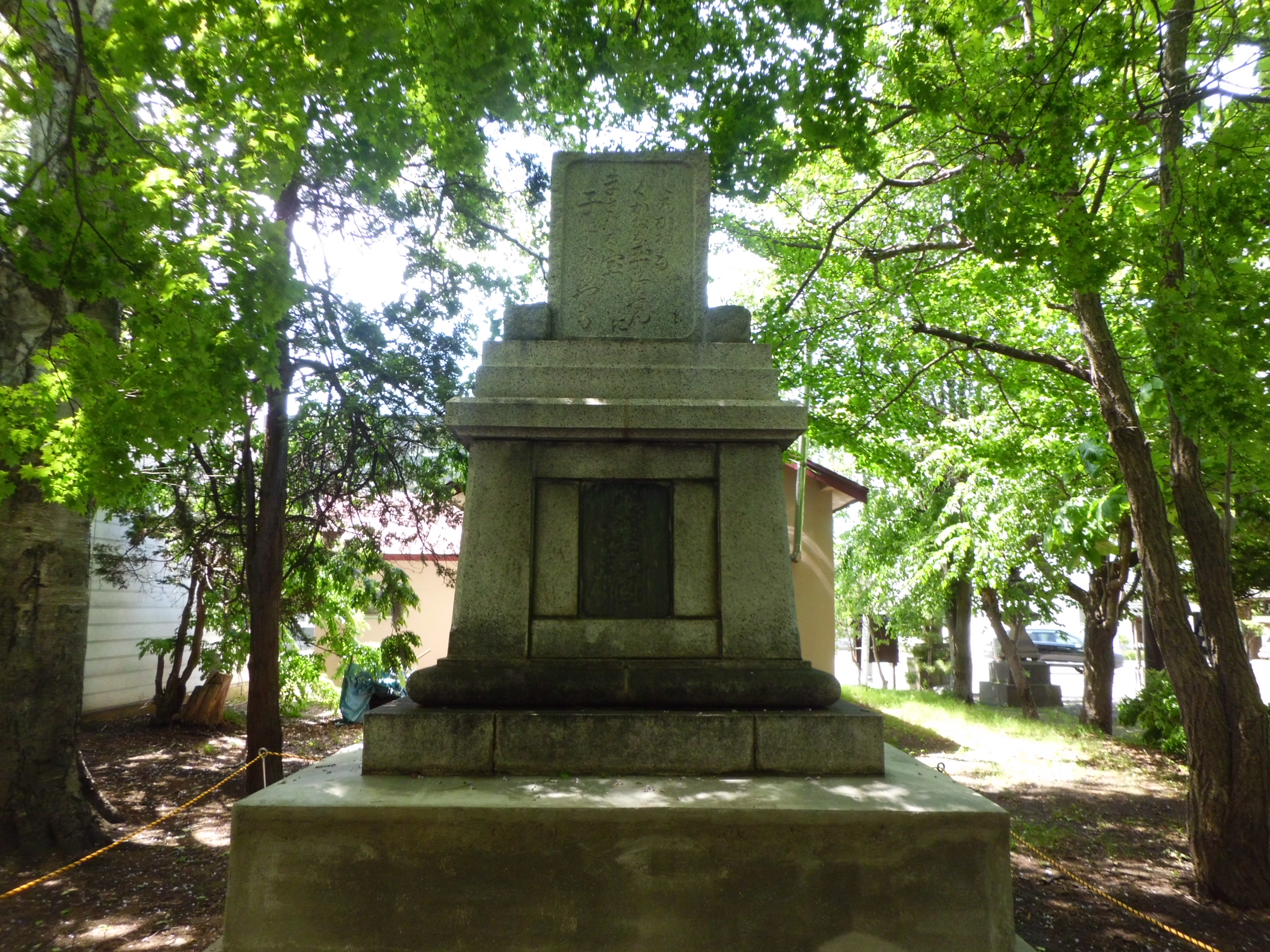
山上憶良歌碑
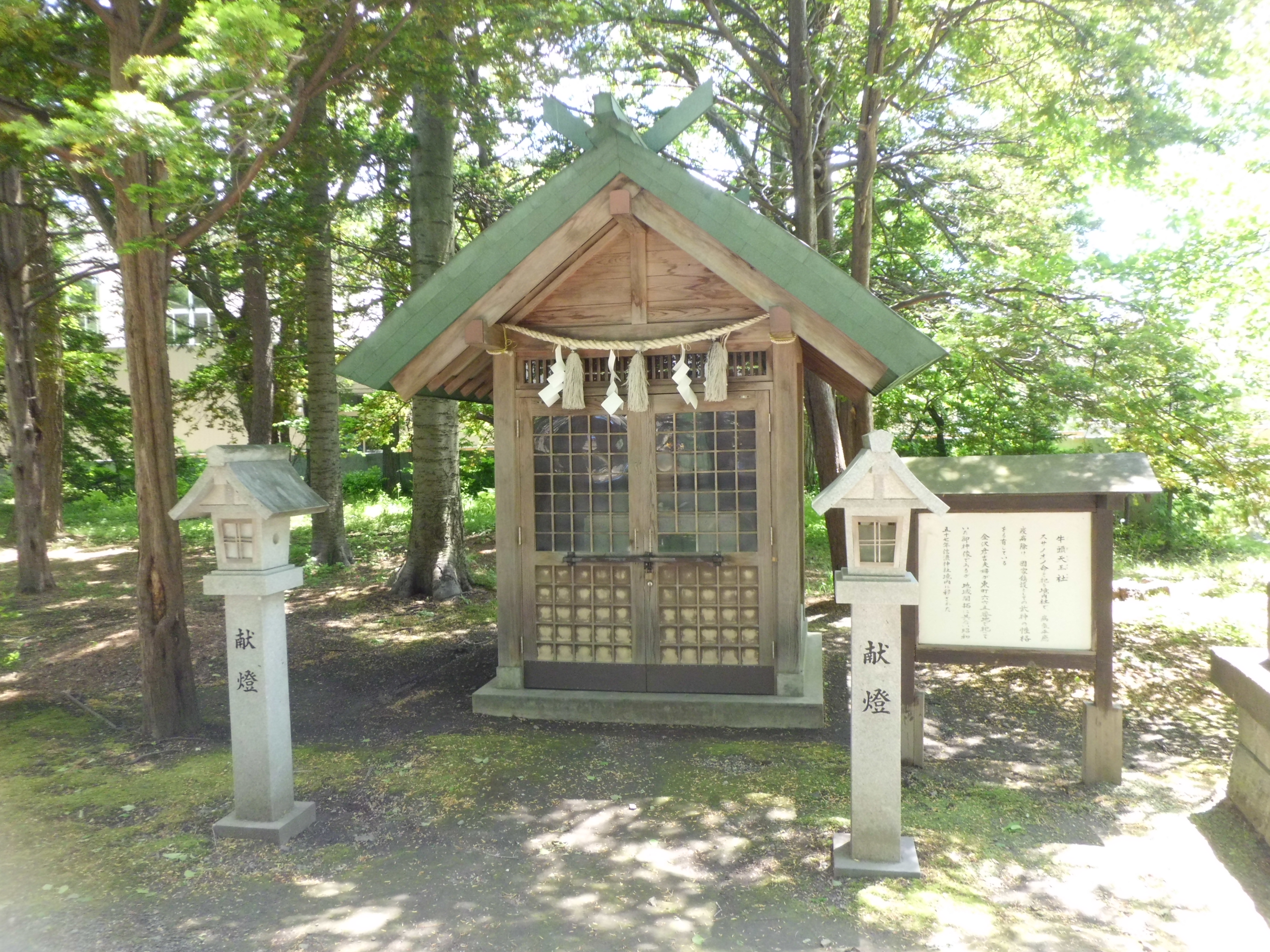
牛頭天王社